# Jacques Devillers (arbitre)
Pour les articles homonymes, voir Devillers.
Jacques Devillers est un arbitre français né le 23 août 1911 à Cambrai et mort le 13 février 1992 à Soisy-sous-Montmorency. Il exerce durant les années 1950 et 1960. Il est international dès 1953 et est affilié à Paris.

## Carrière
Il a officié dans des compétitions majeures : 
- Coupe de France de football 1951-1952 (finale)
- Coupe Charles Drago 1957 (finale)
- Coupe Charles Drago 1958 (finale)
- Coupe Charles Drago 1961 (finale)